# Viviana Roda
Viviana Isabel Pilar Hilde Herminia Roda Scheuch de Arias (Miraflores, 28 de agosto de 1958) es una economista y política peruana. Fue alcaldesa del distrito de Santa María del Mar desde enero del 2011 hasta diciembre del 2014.

## Biografía
Viviana Roda nació en el distrito de Miraflores, el 28 de agosto de 1958.
Estudió en la Universidad del Pacífico, donde se graduó como economista, graduándose en el año 1996. También realizó estudios postgrado de técnico paisajista en el CEO Casa y Jardín.

## Trayectoria
Es miembro de Acción Popular, partido político fundado por Fernando Belaúnde Terry.

### Alcaldesa de Santa María del Mar
En las elecciones municipales del año 2010, Viviana Roda postuló a la alcaldía del distrito de Santa María del Mar por Acción Popular y resultó elegida como alcaldesa para el periodo municipal 2011-2014.
Como alcaldesa, firmó el acuerdo limítrofe con el distrito de San Bartolo, el cual llevaban conflictos territoriales desde hace años. También suscribió el convenio para la creación del Parque Científico Tecnológico de la Pontificia Universidad Católica del Perú.
Al culminar su gestión, intentó ser reelegida como alcaldesa en las elecciones municipales del año 2014, sin embargo, quedó en el tercer lugar de las preferencias. Nuevamente intentó en las elecciones del año 2018, quedando en tercer lugar ante el triunfo de Jiries Jamis de Restauración Nacional.